# Сильвестри, Гаэтано
Гаэтано Сильвестри (итал. Gaetano Silvestri; род. 7 июня 1944, Патти, Сицилия) — итальянский юрист, председатель Конституционного суда Италии (2013—2014).

## Биография
Гаэтано Сильвестри родился 7 июня 1944 года. В 1966 году окончил юридический факультет Мессинского университета. В 1967 году Сильвестри получил премию Президента Республики за лучшую дипломную работу по конституционному праву. Во Флорентийском Университете он был студентом семинара по парламентским исследованиям.
В 1971—1972 годах он преподавал право местного самоуправления на факультете политических наук Мессинского университета. В 1980 году он выиграл конкурс и был призван возглавить кафедру парламентского права на факультете политических наук Мессинского университета. С 1988 года он является профессором конституционного права в том же университете.
В период с 1996 по 1998 год он был членом совместной комиссии по исполнению правил статута Сицилийского региона. С 1997 года он редактировал университетское пособие по конституционному праву, написанное Темистокле Мартинесом. 31 июля 1998 года Сильвестри был избран ректором Мессинского университета. В 2004 году он стал вице-президентом Конференции ректоров итальянских университетов.
Он был избран членом Конституционного суда Италии 22 июня 2005 года и оставался на своём посту до 28 июня 2014 года.
29 января 2013 года председатель Конституционного суда Франко Галло назначил его вице-председателем, а 19 сентября того же года Сильвестри сменил Галло на посту Председателя суда, оставаясь на этой должности до 28 июня 2014 года.